# Ocean Grove (Band)
Ocean Grove ist eine australische Nu-Metal-/Hardcore-Punk-Band aus Melbourne, die im Jahre 2010 gegründet wurde.

## Geschichte
Die Band wurde im Jahr 2010 in Melbourne gegründet. Die Band besteht heute aus dem Sänger Luke Holmes, den beiden Gitarristen Jimmy Hall und Matthew Henley, dem Bassisten Dale Tanner, sowie aus dem Schlagzeuger Sam Bassal und Keyboarder Running Touch. Noch im Gründungsjahr veröffentlichte die Band ein Demo, bevor die Band am 3. März 2013 ihre erste EP Outsider veröffentlichte. Ein Jahr später entschied sich Running Touch, nicht mehr mit der Band zu touren und ist seitdem lediglich als Studiomusiker in der Gruppe aktiv ist. Dafür kam mit Matthew Henley ein zweiter Gitarrist in die Band. Am 12. Juni 2015 veröffentlichten Ocean Grove ihre zweite EP Black Label, die Platz 50 der australischen Albumcharts erreichte. Im April 2016 wurde die Band vom Plattenlabel UNFD unter Vertrag genommen. Am 27. April 2016 wurde die zweite EP mit einem weiteren Lied unter dem Titel Black Label (Sublime Vol.) neu veröffentlicht.
Ocean Grove tourten zweimal im Vorprogramm von Northlane durch Australien. Am 3. Februar 2017 erschien das von Sam Bassal und Running Touch produzierte Debütalbum The Rhapsody Tapes, welches auf Platz fünf der australische Albumcharts einstieg. Im November des gleichen Jahres wurde ein Tributealbum für die Band Silverchair veröffentlicht, auf denen mehrere Künstler Lieder aus allen Alben der Band coverten. Ocean Grove steuerten eine neue Version des Titels Spawn (Again) bei. Ende 2017 tourte die Band zusammen mit Erra und Invent, Animate im Vorprogramm von Northlane durch Europa. Im Januar und Februar 2018 tourte die Gruppe als Vorband für August Burns Red durch die Vereinigten Staaten und Kanada, bevor die Band im März 2018 für Limp Bizkit und Of Mice & Men in Australien eröffnete. 
Im Mai 2018 unterzeichneten Ocean Grove einen weltweit gültigen Verlagsdeal mit BMG. Anfang 2019 verließen Sänger Luke Holmes und Gitarrist Jimmy Hall die Band. Dale Tanner übernahm den Posten des Sängers, während Twiggy Hunter den Bass übernahm. Am 13. März 2020 erschien das zweite Studioalbum Flip Phone Fantasy, welches von Sam Bassal produziert wurde und Platz acht der australischen Albumcharts erreichte. Gitarrist Matthew Henley verließ die Band im Oktober 2021 wieder. Am 22. April 2022 erschien das dritte Studioalbum Up in the Air Forever, welches erneut von Sam Bassal produziert wurde und Platz acht der australischen Albumcharts erreichte. Anfang 2024 kehrte Sänger Luke Holmes zurück, während Matthew Kopp den Posten des Gitarristen übernahm. Die Band unterzeichnete einen weltweiten Vertrag mit SharpTone Records, während in Australien und Neuseeland das bandeigene Label Oddworld Records zuständig ist. Am 22. November 2024 erschien das vierte Album Oddworld.

## Stil
Die Band verarbeitet in ihrer Musik Elemente des Hardcore, Punk und Grunge; vergleichbar mit Turnstile, Limp Bizkit und den Astroid Boys. Auch finden sich Einflüsse aus dem Hip-Hop und der elektronischen Musik wieder.

## Diskografie

### Alben
| Jahr | Titel Musiklabel           | Höchstplatzierung, Gesamtwochen, AuszeichnungChartsChartplatzierungen (Jahr, Titel, Musiklabel, Platzierungen, Wochen, Auszeichnungen, Anmerkungen) | Anmerkungen                             |
| Jahr | Titel Musiklabel           | AU | Anmerkungen                             |
| ---- | -------------------------- | --- | --------------------------------------- |
| 2017 | The Rhapsody Tapes UNFD    | AU5 (1 Wo.)AU | Erstveröffentlichung: 3. Februar 2017   |
| 2020 | Flip Phone Fantasy UNFD    | AU8 (1 Wo.)AU | Erstveröffentlichung: 13. März 2020     |
| 2022 | Up in the Air Forever UNFD | AU8 (1 Wo.)AU | Erstveröffentlichung: 22. April 2022    |
| 2024 | Oddworld UNFD              | — | Erstveröffentlichung: 22. November 2024 |

### EPs
| Jahr | Titel Musiklabel         | Höchstplatzierung, Gesamtwochen, AuszeichnungChartsChartplatzierungen (Jahr, Titel, Musiklabel, Platzierungen, Wochen, Auszeichnungen, Anmerkungen) | Anmerkungen |
| Jahr | Titel Musiklabel         | AU | Anmerkungen |
| ---- | ------------------------ | --- | --- |
| 2013 | Outsider Selbstverlag    | — | Erstveröffentlichung: 3. März 2013                                                                              |
| 2015 | Black Label Selbstverlag | AU50 (1 Wo.)AU | Erstveröffentlichung: 12. Juni 2015 Neuveröffentlichung: 27. April 2016 als Black Label (Sublime Vol.) auf UNFD |

### Beiträge für Kompilationen
| Jahr | Titel         | Kompilation                             |
| ---- | ------------- | --------------------------------------- |
| 2017 | Spawn (Again) | Spawn (Again): A Tribute to Silverchair |

### Gastbeiträge
| Jahr | Titel     | Anmerkung                     |
| ---- | --------- | ----------------------------- |
| 2019 | 21 Devils | Super Cruel feat. Ocean Grove |